# Саминський Лазар Семенович

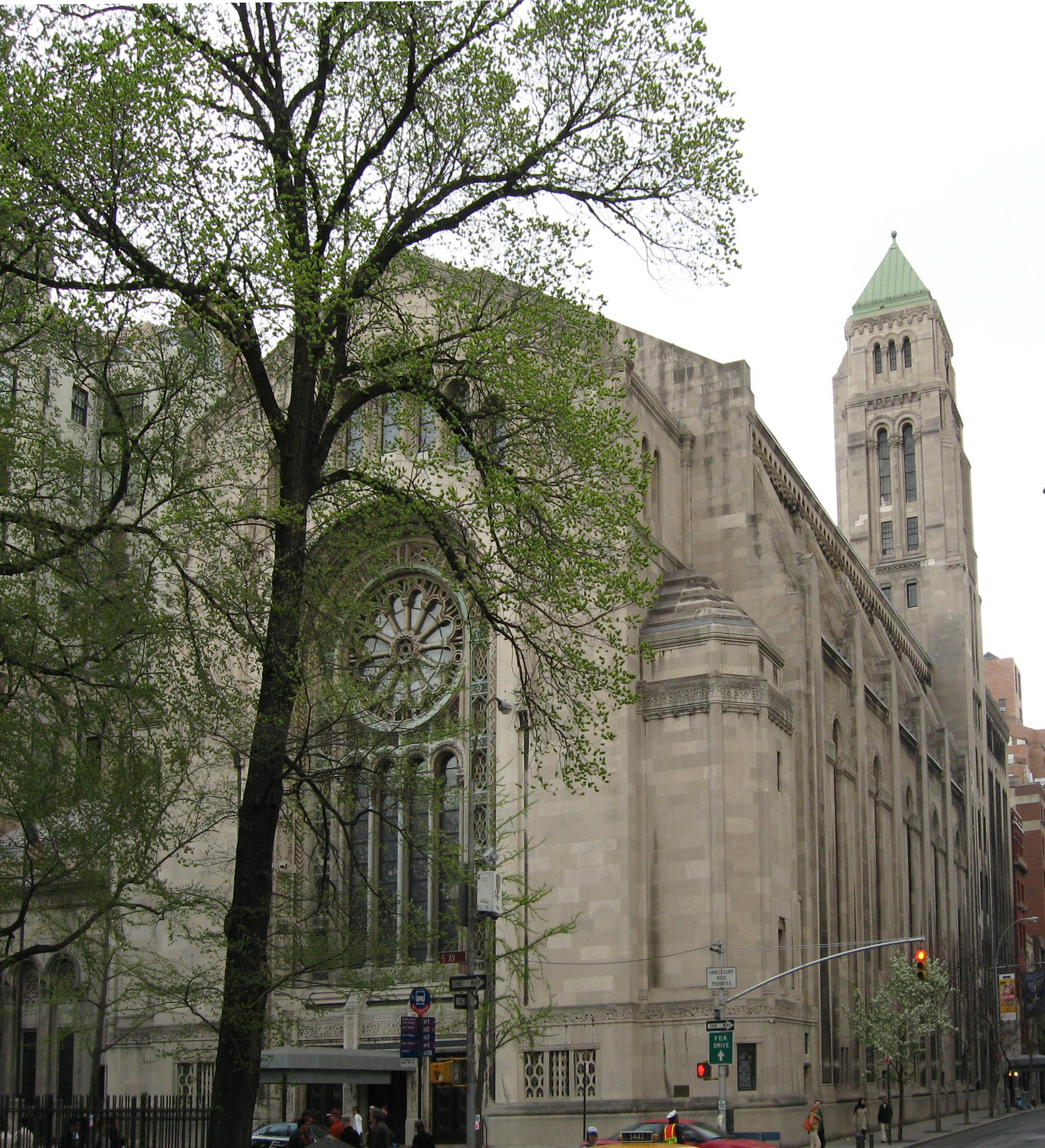
Темпль Емману-Ел

Лазар Семенович Саминський (8 листопада 1882 , Валегоцулове, Херсонська губернія  — 30 червня 1959 , Порт-Честер, Нью-Йорк ) — російський та американський композитор та музикознавець.

## Біографія
Народився 8 листопада 1882 року у Валегоцулово Валегоцулівської волості Ананьївського повіту Херсонської губернії Російської імперії (нині село Долинське Ананьївського району Одеської області).
Навчався в Одеському музичному училищі Імператорського російського музичного товариства (ІРМО) та Московському філармонічному училищі. Потім закінчив Санкт-Петербурзьку консерваторію (1910) за класом композиції Миколи Римського-Корсакова та Анатолія Лядова та за класом диригування Миколи Черепніна.
Один із засновників Товариства єврейської народної музики. Дослідник фольклору грузинських євреїв. Директор Тифліської консерваторії (1917).
З 1919 року проживав і Ерец-Ісраель, з 1920 р. — у США.
Музичний директор однієї з найбільших реформістських синагог Нью-Йорка «Темпль Емману-Ел».
Один із засновників Американської ліги композиторів.
Помер 30 червня 1959 року в Порт-Честер, штат Нью-Йорк, США.

## Твори
- Дочка Іфтаха (опера-балет, 1925);
- Цар Саул (кантата, 1929);
- Святкове б-служіння (1929), програмна симфонія з хором;
- Єрусалим, град Соломона та Христа (симфонія, 1930; перше виконання — 1958);
- Хасидська сюїта (1937);
- Антологія духовних та обрядових єврейських пісень (1946);
- Скарби пісень стародавнього Ізраїлю (1951).

## Праці
- Про єврейську музику. Зб. статей. СПб.: Північ, 1914. 79 с.
- Музика наших днів (1932)
- Музика гетто та Біблії (1934)
- Сучасна музика Америки (1949)
- Основи диригування (1958)